# São Domingos (Santa Catarina)
São Domingos es un municipio brasileño del estado de Santa Catarina. Tiene una población estimada al 2022 de 9 226 habitantes. Ubicado en la frontera con el Estado de Paraná, pertenece a la Región metropolitana del Extremo Oeste.

## Historia
Habitada originariamente por los guaraníes y los cáingang, el primer poblado del actual municipio se estableció en 1906 por Diogo Ribeiro y Balduíno Scheffer, provenientes de Rio Grande do Sul. Con el tiempo, otras familias se instalaron en la localidad, que en 1937 fue creada como distrito de Chapecó con el nombre de Diogo Ribeiro.
A partir de 1942 adoptó el nombre de São Domingos en honor al dueño de la sede de la finca São Domingos del distrito. Se emancipó el 7 de abril de 1963, separándose de Xaxim.